# Martin Clarentius Gertz
Martin Clarentius Gertz, född 14 december 1844 i Svendborg, död 20 april 1929 Frederiksberg, var en dansk filolog.
Gertz blev filosofie doktor 1874 med avhandlingen Studia critica in L. Annæi Senecæ dialogos. Han var professor i klassisk filologi 1880-1918 vid Köpenhamns universitet. Gertz var lärjunge till Johan Nicolai Madvig, som påverkade honom starkt. 
Han utgav ett flertal texter; särskilt märks hans textupplagor och översättningar av klassiska och medeltidslatinska författare, däribland främst hans upplaga av Vitae sanctorum danorum (1908-12) och Scriptores minores historiæ danicæ mediiævi (2 band, 1917-22).

## Utmärkelser
- Riddare av Dannebrogorden,  1888[4]
- Dannebrogsmännens hederstecken,  1894[4]
- Kommendör av Dannebrogorden,  1903[4]

[Redigera Wikidata]